# Mistrzostwa Świata w Strzelaniu do Rzutków 1934
Mistrzostwa Świata w Strzelaniu do Rzutków 1934 – trzecie mistrzostwa świata w strzelaniu do rzutków; rozegrano je w  Budapeszcie.
Rozegrano tylko dwie konkurencje: był to trap indywidualny oraz trap drużynowy. W obydwóch konkurencjach zwyciężyli Węgrzy, którzy tym samym triumfowali w klasyfikacji medalowej.

## Klasyfikacja medalowa
Gospodarze mistrzostw
| Pozycja | Kraj       | Złoto | Srebro | Brąz | Łącznie |
| ------- | ---------- | ----- | ------ | ---- | ------- |
| 1       | Węgry      | 2     | 0      | 0    | 2       |
| 2       | III Rzesza | 0     | 1      | 1    | 2       |
| 3       | Francja    | 0     | 1      | 0    | 1       |
| 4       | Dania      | 0     | 0      | 1    | 1       |

## Wyniki
| Konkurencja          | Złoto                                                                  | Wynik     | Srebro                                            | Wynik     | Brąz                                    | Wynik     |
| Trap (indywidualnie) | András Montágh                                                         | 281 pkt.  | Jean de Beaumont                                  | 281 pkt.  | Kurt Schöbel                            | 279 pkt.  |
| Trap (drużynowo)     | Węgry Sándor von Lumniczer Pál Dóra István Strassburger András Montágh | 1085 pkt. | III Rzesza Kurt Schöbel Goedl Schmidt Rudolf Sack | 1060 pkt. | Dania Houmann Jacobsen Hansen Haselbach | 1053 pkt. |